# Aaron Mooy
Aaron Frank Mooy (Sydney, 15 september 1990) is een Australisch-Nederlands voetballer die doorgaans als centrale middenvelder speelt. Hij verruilde medio 2020 Brighton & Hove Albion voor Shanghai SIPG. Mooy debuteerde in 2012 in het Australisch voetbalelftal. Hij heeft tevens een Nederlands paspoort, via zijn moederskant. Zijn vader is van Duitse komaf.

## Clubcarrière
Mooy speelde enkele jaren in de jeugd bij Bolton Wanderers en verruilde die club in 2010 voor het Schotse St. Mirren. Hij keerde in 2012 terug naar zijn geboorteland Australië om bij Western Sydney te kunnen spelen. Twee jaar later maakte de middenvelder de overstap naar Melbourne City. Mooy tekende in 2016 bij Manchester City, dat de Australiër tijdens het seizoen 2016/17 verhuurde aan Huddersfield Town. Hij debuteerde daarvoor op 6 augustus 2016 in de Championship, tegen Brentford. Mooy en zijn ploeggenoten werden dat jaar vijfde en promoveerden daarna via de play-offs naar de Premier League. Mooy stapte in juni 2017 definitief over naar Huddersfield. Hij tekende er een contract tot medio 2020. De club betaalde circa €9.100.000,- voor hem aan Manchester City, dat daarbij tot circa €2.275.000,- extra in het vooruitzicht kreeg aan eventuele bonussen.

## Clubstatistieken
| Seizoen | Club                     | Land               | Competitie              | Competitie | Competitie | Beker | Beker | Internationaal | Internationaal | Totaal | Totaal |
| Seizoen | Club                     | Land               | Competitie              | Wed        | Goals      | Wed   | Goals | Wed            | Goals          | Wed    | Goals  |
| ------- | ------------------------ | ------------------ | ----------------------- | ---------- | ---------- | ----- | ----- | -------------- | -------------- | ------ | ------ |
| 2009/10 | Bolton Wanderers         | Vlag van Engeland  | Premier League          | 0          | 0          | 0     | 0     | —              | —              | 0      | 0      |
| 2010/11 | St. Mirren               | Vlag van Schotland | Scottish Premier League | 13         | 0          | 5     | 1     | —              | —              | 18     | 1      |
| 2011/12 | St. Mirren               | Vlag van Schotland | Scottish Premier League | 8          | 1          | 4     | 0     | —              | —              | 12     | 1      |
| 2012/13 | Western Sydney Wanderers | Vlag van Australië | A-League                | 23         | 1          | 0     | 0     | —              | —              | 23     | 1      |
| 2013/14 | Western Sydney Wanderers | Vlag van Australië | A-League                | 25         | 3          | 0     | 0     | 5              | 1              | 30     | 4      |
| 2014/15 | Melbourne City           | Vlag van Australië | A-League                | 27         | 7          | 0     | 0     | —              | —              | 27     | 7      |
| 2015/16 | Melbourne City           | Vlag van Australië | A-League                | 26         | 11         | 0     | 0     | —              | —              | 26     | 11     |
| 2016/17 | Manchester City          | Vlag van Engeland  | Premier League          | 0          | 0          | 0     | 0     | 0              | 0              | 0      | 0      |
| 2016/17 | → Huddersfield Town      | Vlag van Engeland  | Championship            | 48         | 4          | 3     | 0     | —              | —              | 51     | 4      |
| 2017/18 | Huddersfield Town        | Vlag van Engeland  | Premier League          | 36         | 4          | 2     | 0     | —              | —              | 38     | 4      |
| 2018/19 | Huddersfield Town        | Vlag van Engeland  | Premier League          | 29         | 3          | 1     | 0     | —              | —              | 30     | 3      |
| 2019/20 | Huddersfield Town        | Vlag van Engeland  | Championship            | 1          | 0          | 0     | 0     | —              | —              | 1      | 0      |
| 2019/20 | → Brighton & Hove Albion | Vlag van Engeland  | Premier League          | 15         | 1          | 1     | 0     | —              | —              | 16     | 1      |
| Totaal  | Totaal                   | Totaal             | Totaal                  | 251        | 35         | 16    | 1     | 5              | 1              | 272    | 37     |

## Interlandcarrière
Mooy debuteerde op 7 december 2012 in het Australisch voetbalelftal, in een oefeninterland tegen Guam. Hij maakte meteen zijn eerste interlanddoelpunt, uit een vrije trap. Mooy nam in juni 2017 met Australië deel aan de FIFA Confederations Cup in Rusland. Daar werd in de groepsfase eenmaal verloren en tweemaal gelijkgespeeld.

## Erelijst
| AFC Champions League | 1x | 2014    |
| A-League Premiership | 1x | 2012/13 |